# جان باتيست روسو (مستشرق)
جان باتيست روسو (بالفرنسية: Jean-Baptiste Rousseau)‏ أو جان باتيست لويس جاك جوزيف روسو هو مستشرق فرنسي، ولد في 10 ديسمبر 1780 في Villeneuve-le-Roi ‏ في فرنسا، وتوفي في 22 فبراير 1831 في طرابلس في لبنان. وهو ابن القنصل جان فرانسوا روسو أو رسو الفارسي (1753-1808) قنصل فرنسا في البصرة وبغداد وآن ماري سهيد. متزوج من إليزابيث أوتري، وبعدها أصبح القنصل العام في حلب توفي فيها عام (1808). وعندما سمع جان باتيست روسو بوفاة والده سافر إلى حلب لمواساة أمه، فبدأ برحلة عام (1808) إلى حلب، وهو واحد من عدة رحالة أجانب زاروا بغداد في العهد العثماني حيث زار بغداد عام (1809). ونشر مذكرات رحلته تحت عنوان:رحلة إلى بغداد وحلب (1808) Voyage De Bagdad A Alep طبعت باللغة الفرنسية.